# Bertula
Bertula es un género de polillas de la familia  Erebidae. Fue descrito por primera vez por Walker en 1859.

## Especies
- Bertula abjudicalis Walker 1859
- Bertula albipunctata  Wileman 1915
- Bertula alpheusalis  Walker 1859
- Bertula atrirena  Hampson 1929
- Bertula bidentata (Wileman 1915)
- Bertula bistrigata (Staudinger 1888)
- Bertula carta (Swinhoe 1902)
- Bertula centralis (Wileman 1915)
- Bertula contingens  Walker 1859
- Bertula dentilinea (Hampson 1895)
- Bertula depressalis (Snellen 1886)
- Bertula erectilinea (Swinhoe 1902)
- Bertula excelsalis  Walker 1862
- Bertula figurata (Hampson 1898)
- Bertula fulvistrigalis  Warren 1912
- Bertula grimsgaardi (Capítulo 1919)
- Bertula hadenalis (Moore 1867)
- Bertula heteropalpia (Hampson 1912)
- Bertula hisbonalis  Walker 1859
- Bertula imparatalis  Walker 1866
- Bertula impuralis (Hampson 1898)
- Bertula incisa (Wileman 1915)
- Bertula inconspicua (Swinhoe 1902)
- Bertula insignifica  Rothschild 1920
- Bertula kosemponica (Strand 1917)
- Bertula latifasciata (Hampson 1895)
- Bertula madida (Swinhoe 1904)
- Bertula mimica (Hampson 1898)
- Bertula nigra  Swinhoe 1902
- Bertula partita  Hampson 1891
- Bertula persimilis (Wileman 1915)
- Bertula phidiasalis  Walker 1859
- Bertula prunosa (Moore 1885)
- Bertula restricta (Moore 1882)
- Bertula rostrilinea  Prout 1928
- Bertula saigonensis  Lemee 1950
- Bertula sinuosa (Leech 1900)
- Bertula spacoalis (Walker 1859)
- Bertula suisharyonis (Strand 1920)
- Bertula syrichtusalis  Walker 1859
- Bertula terminalis (Wileman 1915)
- Bertula tespisalis (Walker 1859)
- Bertula vialis (Moore 1882)